# Mikrocefal
Mikrocefal – dinozaur z rodziny pachycefalozaurów. Znany jest z dwóch małych czaszek o średnicy 5 centymetrów. Żył około 85 milionów lat temu w późnej kredzie w Ameryce Północnej, w prowincji Alberta w Kanadzie. Być może osiągał 30 centymetrów długości. Nie został jeszcze formalnie opisany, a więc jego nazwa może ulec zmianie. Mikrocefal znaczy "mała głowa".